# 国際連合安全保障理事会決議627
国際連合安全保障理事会決議627（こくさいれんごうあんぜんほしょうりじかいけつぎ627 英: United Nations Security Council Resolution 627）は、1989年1月9日に国際連合安全保障理事会において全会一致で採択された決議。1988年12月11日に国際司法裁判所の長官であるナゲンドラ・シンが死去したことに伴い、1989年4月18日に国際司法裁判所の判事を補充するための選挙を国際連合安全保障理事会と国際連合総会（第43会期）において実施することを決定したものである。
ナゲンドラ・シンは1973年2月6日より国際司法裁判所の判事の任に就いた。1976年から1979年まで副長官、1985年から1988年まで長官を務めた。